# Mozart in the Jungle
Mozart in the Jungle ist eine US-amerikanische Fernsehserie. Sie wurde von Picrow.com für die Amazon Studios produziert und ist seit 6. Februar 2014 beim Streaminganbieter Amazon Video verfügbar. Vorlage war die Autobiografie Mozart in the Jungle: Sex, Drugs, and Classical Music der US-amerikanischen Oboistin Blair Tindall über ihre Erfahrungen bei den New Yorker Philharmonikern. Bei den Golden Globes 2016 wurde sowohl die Serie als „beste Serie Comedy/Musical“ als auch Hauptdarsteller Gael García Bernal als „bester Hauptdarsteller in einer Serie Comedy/Musical“ ausgezeichnet.

## Handlung
Die New Yorker Symphoniker bekommen mit Rodrigo De Souza einen neuen Stardirigenten, nachdem der bisherige Leiter des Orchesters, Thomas Pembridge, unfreiwillig aufhören musste. Der neue Dirigent soll der altehrwürdigen Institution neues Leben einhauchen. Dabei trifft er auf die junge Oboistin Hailey Rutledge, die sich mit Nachhilfestunden für Oboe über Wasser hält. Hailey wird im Laufe der ersten Staffel zu Rodrigos Assistentin.

## Entstehung
| Figur             | Darsteller         | Deutscher Sprecher                                 |
| ----------------- | ------------------ | -------------------------------------------------- |
| Rodrigo De Souza  | Gael García Bernal | Sebastian Christoph Jacob                          |
| Hailey Rutledge   | Lola Kirke         | Anne Helm                                          |
| Cynthia Taylor    | Saffron Burrows    | Christin Marquitan                                 |
| Lizzie            | Hannah Dunne       | Nadja Schönfeldt (#1) Anne Düe (#2)                |
| Alex Merriweather | Peter Vack         | Patrick Roche                                      |
| Thomas Pembridge  | Malcolm McDowell   | Axel Lutter                                        |
| Gloria Windsor    | Bernadette Peters  | Philine Peters-Arnolds (#1) Sabine Falkenberg (#2) |

Die Pilotfolge wurde unter der Regie von Paul Weitz erstellt und von Alex Timbers, Roman Coppola und Jason Schwartzman produziert. Die drei Produzenten sind auch zugleich Erfinder der Serie. Im weiteren Verlauf der ersten Staffel wurden die Folgen von unterschiedlichen Regisseuren und Drehbuchautoren erarbeitet. In Nebenrollen waren zu sehen:
- Debra Monk als Betty
- Mark Blum als Union Bob
- Jennifer Kim als Sharon
- Joel Bernstein als Warren Boyd
- Nora Arnezeder als Anna Maria
- John Miller als Dee Dee
- Brennan Brown als Edward Biben
- Makenzie Leigh als Addison
- Margaret Ladd als Claire
- Jason Schwartzman als Bradford Sharpe

Die ersten beiden Staffeln wurden bei der Taunusfilm synchronisiert, ab der dritten Staffel übernahm die Film- & Fernseh-Synchron die deutsche Vertonung. Die Dialogbücher schrieben Daniel Anderson, Horst Geisler (Staffel 1), Cornelius Frommann, Heike Kospach (Staffel 2) sowie Christine Roche (ab Staffel 3). Frommann führte zudem die Dialogregie der ersten beiden Staffeln, diese Aufgabe übernimmt inzwischen Cay-Michael Wolf.

## Veröffentlichung
Die zehn Folgen der ersten Staffel wurden am 23. Dezember 2014 auf der Streamingplattform Amazon Video in den USA, England und Deutschland verfügbar gemacht. Am 22. Mai 2015 erschien sie auch in deutscher Fassung. Die zweite Staffel wurde gut ein Jahr später, am 30. Dezember 2015, veröffentlicht und ist seit dem 12. Februar 2016 auch auf Deutsch zu sehen. Die dritte Staffel wurde am 9. Dezember 2016 in Englisch und am 6. Januar 2017 auch in der deutschen Synchronfassung veröffentlicht. Im Januar 2017 wurde die Serie um eine vierte Staffel verlängert. Die vierte Staffel wurde am 16. Februar 2018 in deutscher und englischer Sprachfassung veröffentlicht. Im April 2018 wurde die Serie nach vier Staffeln eingestellt.

### Staffel 1
| Nr. (ges.) | Nr. (St.) | Deutscher Titel           | Originaltitel                 | Erstausstrahlung USA | Deutschsprachige Erstausstrahlung (D) | Regie                    | Drehbuch                                         |
| ---------- | --------- | ------------------------- | ----------------------------- | -------------------- | ------------------------------------- | ------------------------ | ------------------------------------------------ |
| 1          | 1         | Pilot                     | Pilot                         | 6. Feb. 2014         | 22. Mai 2015                          | Paul Weitz               | Alex Timbers & Roman Coppola & Jason Schwartzman |
| 2          | 2         | Oboe Nummer 5             | Fifth Chair                   | 23. Dez. 2014        | 22. Mai 2015                          | Paul Weitz               | Paul Weitz & John Strauss                        |
| 3          | 3         | Stille Symphonie          | Silent Symphony               | 23. Dez. 2014        | 22. Mai 2015                          | Bart Freundlich          | Mark Steilen                                     |
| 4          | 4         | Das Gesetz des Dschungels | You Have Insulted Tchaikovsky | 23. Dez. 2014        | 22. Mai 2015                          | Daisy von Scherler Mayer | David I. Stern                                   |
| 5          | 5         | Ich gehöre zum Maestro    | I’m with the Maestro          | 23. Dez. 2014        | 22. Mai 2015                          | Tricia Brock             | Alex Timbers and Nikki Schiefelbein              |
| 6          | 6         | Ouvertüre 1812            | The Rehearsal                 | 23. Dez. 2014        | 22. Mai 2015                          | Bart Freundlich          | Paula Yoo                                        |
| 7          | 7         | Entdecke dich selbst      | You Go to My Head             | 23. Dez. 2014        | 22. Mai 2015                          | Roman Coppola            | Adam Brooks & Kate Gersten                       |
| 8          | 8         | Marlons Stunde            | Mozart with the Bacon         | 23. Dez. 2014        | 22. Mai 2015                          | Adam Brooks              | Roman Coppola & Jason Schwartzman                |
| 9          | 9         | Fortissimo                | Now, Fortissimo!              | 23. Dez. 2014        | 22. Mai 2015                          | Daryl Wein               | Alex Timbers                                     |
| 10         | 10        | Die Teufelsgeigerin       | Opening Night                 | 23. Dez. 2014        | 22. Mai 2015                          | Paul Weitz               | John Strauss & Paul Weitz                        |

### Staffel 2
| Nr. (ges.) | Nr. (St.) | Deutscher Titel                  | Originaltitel                              | Erstausstrahlung USA | Deutschsprachige Erstausstrahlung (D) | Regie             | Drehbuch                             |
| ---------- | --------- | -------------------------------- | ------------------------------------------ | -------------------- | ------------------------------------- | ----------------- | ------------------------------------ |
| 11         | 1         | Seien Sie ein strenger Papi      | Stern Papa                                 | 30. Dez. 2015        | 12. Feb. 2016                         | Paul Weitz        | Paul Weitz                           |
| 12         | 2         | Nichts klingt wie Nashornvorhaut | Nothing Resonates Like Rhinoceros Foreskin | 30. Dez. 2015        | 12. Feb. 2016                         | Adam Brooks       | Roman Coppola & Jason Schwartzman    |
| 13         | 3         | Nicht Dame, sondern Schach       | It All Depends On You                      | 30. Dez. 2015        | 12. Feb. 2016                         | Adam Brooks       | Stuart Blumberg                      |
| 14         | 4         | Tschechischer Absinth            | Touché Maestro, Touché                     | 30. Dez. 2015        | 12. Feb. 2016                         | Jason Schwartzman | Alex Timbers                         |
| 15         | 5         | Mexikanische Sinfonie            | Regreso Del Rey                            | 30. Dez. 2015        | 12. Feb. 2016                         | Roman Coppola     | Adam Brooks                          |
| 16         | 6         | Ein Blick in die Zukunft         | How To Make God Laugh                      | 30. Dez. 2015        | 12. Feb. 2016                         | Roman Coppola     | Stuart Blumberg & Adam Brooks        |
| 17         | 7         | Emotionales Gepäck               | Can You Marry A Moon?                      | 30. Dez. 2015        | 12. Feb. 2016                         | Tricia Brock      | David Iserson                        |
| 18         | 8         | Mit der Mordwaffe begraben       | Leave Everything Behind                    | 30. Dez. 2015        | 12. Feb. 2016                         | Tricia Brock      | Rachel Axler                         |
| 19         | 9         | Funkel, funkel, kleiner Stern    | Amusia                                     | 30. Dez. 2015        | 12. Feb. 2016                         | Paul Weitz        | John Strauss & Paul Weitz            |
| 20         | 10        | Dieses Orchester lebt            | Home                                       | 30. Dez. 2015        | 12. Feb. 2016                         | Paul Weitz        | Paul Weitz, Kate Gersen & Matt Shire |

### Staffel 3
| Nr. (ges.) | Nr. (St.) | Deutscher Titel                             | Originaltitel                        | Erstausstrahlung USA | Deutschsprachige Erstausstrahlung (D) | Regie              | Drehbuch                  |
| ---------- | --------- | ------------------------------------------- | ------------------------------------ | -------------------- | ------------------------------------- | ------------------ | ------------------------- |
| 21         | 1         | La Fiamma                                   | La Fiamma                            | 9. Dez. 2016         | 6. Jan. 2017                          | Paul Weitz         | Paul Weitz                |
| 22         | 2         | Amy Fisher                                  | The Modern Piece                     | 9. Dez. 2016         | 6. Jan. 2017                          | Will Graham        | Kate Gersten              |
| 23         | 3         | Mein Herz öffnet sich deiner Stimme         | My Heart Opens to Your Voice         | 9. Dez. 2016         | 6. Jan. 2017                          | Patricia Rozema    | Will Graham               |
| 24         | 4         | Romantische Abenteuer                       | Avventura Romantica                  | 9. Dez. 2016         | 6. Jan. 2017                          | Patricia Rozema    | Susan Coyne               |
| 25         | 5         | Ich werde singen                            | Now I Will Sing                      | 9. Dez. 2016         | 6. Jan. 2017                          | Paul Weitz         | Paul Weitz & Peter Morris |
| 26         | 6         | Die Symphonie der Bürokratie                | Symphony of Red Tape                 | 9. Dez. 2016         | 6. Jan. 2017                          | Azazel Jacobs      | Hannah Bos & Paul Thureen |
| 27         | 7         | Noch ohne Titel                             | Not Yet Titled                       | 9. Dez. 2016         | 6. Jan. 2017                          | Roman Coppola      | Roman Coppola             |
| 28         | 8         | Kreise                                      | Circles Within Circles               | 9. Dez. 2016         | 6. Jan. 2017                          | Tricia Brock       | Noelle Valdivia           |
| 29         | 9         | Kreative Lösungen                           | Creative Solutions for Creative Lies | 9. Dez. 2016         | 6. Jan. 2017                          | Gael García Bernal | Susan Coyne & Will Graham |
| 30         | 10        | Man ist der Beste oder man ist voll scheiße | You’re the Best or You F’ing Suck    | 9. Dez. 2016         | 6. Jan. 2017                          | Paul Weitz         | Paul Weitz                |

### Staffel 4
| Nr. (ges.) | Nr. (St.) | Deutscher Titel                               | Originaltitel                     | Erstausstrahlung USA | Deutschsprachige Erstausstrahlung (D) | Regie           | Drehbuch                            |
| ---------- | --------- | --------------------------------------------- | --------------------------------- | -------------------- | ------------------------------------- | --------------- | ----------------------------------- |
| 31         | 1         | Der Boyfriend                                 | The Boyfriend                     | 16. Feb. 2018        | 16. Feb. 2018                         | Paul Weitz      | Paul Weitz                          |
| 32         | 2         | Wenn ich ein Elf wäre, würde ich es dir sagen | If I Was an Elf, I Would Tell You | 16. Feb. 2018        | 16. Feb. 2018                         | Will Graham     | Will Graham                         |
| 33         | 3         | Die Liebesgefährtin                           | Significant Lover                 | 16. Feb. 2018        | 16. Feb. 2018                         | Kat Coiro       | Sarah Walker                        |
| 34         | 4         | Ein ehrlicher Geist                           | An Honest Ghost                   | 16. Feb. 2018        | 16. Feb. 2018                         | Tobias Datum    | Halley Feiffer                      |
| 35         | 5         | Der Coach                                     | The Coach                         | 16. Feb. 2018        | 16. Feb. 2018                         | Azazel Jacobs   | Andrew Pierce Fleming & Matt Kriete |
| 36         | 6         | Domo Arigato                                  | Domo Arigato                      | 16. Feb. 2018        | 16. Feb. 2018                         | Paul Weitz      | Peter Morris & Paul Weitz           |
| 37         | 7         | Wir sind keine Roboter                        | We’re Not Robots                  | 16. Feb. 2018        | 16. Feb. 2018                         | Azazel Jacobs   | Susan Coyne                         |
| 38         | 8         | Ichi Go Ichi E                                | Ichi Go Ichi E                    | 16. Feb. 2018        | 16. Feb. 2018                         | Roman Coppola   | Roman Coppola & Susan Coyne         |
| 39         | 9         | Ich will, dass du an mich denkst              | I Want You to Think of Me         | 16. Feb. 2018        | 16. Feb. 2018                         | Wendey Stanzler | Sarah Walker                        |
| 40         | 10        | Tanz                                          | Dance                             | 16. Feb. 2018        | 16. Feb. 2018                         | Paul Weitz      | Paul Weitz                          |

## Auszeichnungen
- Imagen Foundation Awards 2015: Bester Hauptdarsteller in einer Serie (Gael García Bernal)
- Golden Globe Awards 2016: Beste Serie – Komödie/Musical, Bester Serien-Hauptdarsteller – Komödie/Musical (Gael García Bernal)